# E901 (trasa europejska)
E901 – trasa europejska biegnąca przez Hiszpanię. Zaliczana do tras kategorii B droga łączy Madryt z Walencją.

## Przebieg trasy
- Madryt E5
- Walencja E15